# Uzbekistan ai Giochi della XXXIII Olimpiade
L'Uzbekistan ha partecipato ai Giochi della XXXIII Olimpiade, svoltisi a Parigi dal 26 luglio all'11 agosto 2024, con una delegazione di 86 atleti (incluse le riserve), 54 uomini e 32 donne, in 16 sport e 17 discipline.
I portabandiera alla cerimonia di apertura sono stati Abdumalik Khalokov e Zaynab Dayibekova.

## Delegazione
| Sport              | Uomini | Donne | Totale |
| ------------------ | ------ | ----- | ------ |
| Atletica leggera   | 2      | 3     | 5      |
| Calcio             | 18     | 0     | 18     |
| Canoa/kayak        | 1      | 2     | 3      |
| Canottaggio        | 2      | 1     | 3      |
| Ciclismo           | 1      | 2     | 3      |
| Ginnastica         | 3      | 6     | 9      |
| Judo               | 7      | 5     | 12     |
| Lotta              | 6      | 1     | 7      |
| Nuoto              | 1      | 1     | 2      |
| Pentathlon moderno | 0      | 1     | 1      |
| Pugilato           | 7      | 4     | 11     |
| Scherma            | 0      | 1     | 1      |
| Sollevamento pesi  | 1      | 2     | 3      |
| Taekwondo          | 3      | 2     | 5      |
| Tiro con l'arco    | 1      | 1     | 2      |
| Tuffi              | 1      | 0     | 1      |
| Totale             | 54     | 32    | 86     |

## Medagliere
| Riepilogo quotidiano | Riepilogo quotidiano | Riepilogo quotidiano | Riepilogo quotidiano | Riepilogo quotidiano | Riepilogo quotidiano |
| -------------------- | -------------------- | -------------------- | -------------------- | -------------------- | -------------------- |
| Giorno               | Data                 |                      |                      |                      | Totale               |
| 1º                   | 28                   | 1                    | 0                    | 0                    | 1                    |
| 2º                   | 29                   | 0                    | 0                    | 0                    | 0                    |
| 3º                   | 30                   | 0                    | 0                    | 0                    | 0                    |
| 4º                   | 31                   | 0                    | 0                    | 0                    | 0                    |
| 5º                   | 1                    | 0                    | 0                    | 1                    | 1                    |
| 6º                   | 2                    | 0                    | 0                    | 1                    | 1                    |
| 7º                   | 3                    | 0                    | 0                    | 0                    | 0                    |
| 8º                   | 4                    | 0                    | 0                    | 0                    | 0                    |
| 9º                   | 5                    | 0                    | 0                    | 0                    | 0                    |
| 10º                  | 6                    | 0                    | 0                    | 0                    | 0                    |
| 11º                  | 7                    | 0                    | 0                    | 0                    | 0                    |
| 12º                  | 8                    | 2                    | 0                    | 0                    | 2                    |
| 13º                  | 9                    | 2                    | 0                    | 1                    | 2                    |
| 14º                  | 10                   | 3                    | 2                    | 0                    | 5                    |
| Totale               | Totale               | 8                    | 2                    | 3                    | 13                   |

### Per disciplina
| Sport             | Oro | Argento | Bronzo | Totale |
| ----------------- | --- | ------- | ------ | ------ |
| Pugilato          | 5   | 0       | 0      | 5      |
| Taekwondo         | 1   | 1       | 0      | 2      |
| Judo              | 1   | 0       | 2      | 3      |
| Lotta             | 1   | 0       | 1      | 2      |
| Sollevamento pesi | 0   | 1       | 0      | 1      |
| Totale            | 8   | 2       | 3      | 13     |

### Medaglie
| Medaglia | Nome                    | Sport             | Evento                     |
| -------- | ----------------------- | ----------------- | -------------------------- |
| Oro      | Diyora Keldiyorova      | Judo              | -52 kg femminile           |
| Oro      | Ulugbek Rashitov        | Taekwondo         | -68 kg maschile            |
| Oro      | Hasanboy Dusmatov       | Pugilato          | Pesi mosca maschile        |
| Oro      | Asadkhuja Muydinkhujaev | Pugilato          | Pesi welter maschile       |
| Oro      | Lazizbek Mullojonov     | Pugilato          | Pesi massimi maschile      |
| Oro      | Razambek Zhamalov       | Lotta             | Libera -74 kg maschile     |
| Oro      | Abdumalik Khalokov      | Pugilato          | Pesi piuma maschile        |
| Oro      | Bahodir Jalolov         | Pugilato          | Pesi supermassimi maschile |
| Argento  | Akbar Djuraev           | Sollevamento pesi | -102 kg maschile           |
| Argento  | Svetlana Osipova        | Taekwondo         | +67 kg femminile           |
| Bronzo   | Muzaffarbek Turoboyev   | Judo              | -100 kg maschile           |
| Bronzo   | Alisher Yusupov         | Judo              | +100 kg maschile           |
| Bronzo   | Gulomjon Abdullaev      | Lotta             | Libera -57 kg maschile     |

## Atletica leggera

### Maschile

#### Corse su pista, marcia e maratona
| Atleta             | Evento   | Batteria | Batteria  | 2º turno | 2º turno  | Finale   | Finale    |
| Atleta             | Evento   | Tempo    | Risultato | Tempo    | Risultato | Tempo    | Risultato |
| ------------------ | -------- | -------- | --------- | -------- | --------- | -------- | --------- |
| Shokhrukh Davlatov | Maratona |          |           |          |           | ritirato | ritirato  |

#### Eventi su campo
| Atleta        | Evento         | Qualificazioni | Qualificazioni | Finale | Finale    |
| Atleta        | Evento         | Misura         | Posizione      | Misura | Posizione |
| ------------- | -------------- | -------------- | -------------- | ------ | --------- |
| Anvar Anvarov | Salto in lungo | 7,77 m         | eliminato      |        |           |

### Femminile

#### Eventi su campo
| Atleta             | Evento        | Qualificazioni | Qualificazioni  | Finale | Finale    |
| Atleta             | Evento        | Misura         | Posizione       | Misura | Posizione |
| ------------------ | ------------- | -------------- | --------------- | ------ | --------- |
| Safina Sadullayeva | Salto in alto | 1,95 m         | Q               | 1,95 m | 7ª        |
| Sharifa Davronova  | Salto triplo  | 13,74 m        | 23ª - eliminata |        |           |

## Calcio

### Maschile

#### Girone
| Arbitro: | Dahane Beida |

|                         |           |                      |
| Shomurodov 45+3’ (rig.) | Marcatori | 28’ Pubill 62’ Gómez |

| Arbitro: | Campbell-Kirk Kawana-Waugh |

|  |           |          |
|  | Marcatori | 11’ Koka |

| Arbitro: | Mahmood Ali Ismail |

|                  |           |            |
| Núñez 51’ (rig.) | Marcatori | 28’ Odilov |

## Canoa

### Maschile

#### Velocità
| Atleta               | Evento     | Batterie | Batterie   | Quarti di finale | Quarti di finale | Semifinali | Semifinali | Finale | Finale     |
| Atleta               | Evento     | Tempo    | Classifica | Tempo            | Classifica       | Tempo      | Classifica | Tempo  | Classifica |
| -------------------- | ---------- | -------- | ---------- | ---------------- | ---------------- | ---------- | ---------- | ------ | ---------- |
| Shakhriyor Makhkamov | K-1 1000 m | 3'40"25  | Q          | 3'35"43          | eliminato        |            |            |        |            |

### Femminile

#### Velocità
| Atleta            | Evento    | Batterie | Batterie   | Quarti di finale | Quarti di finale | Semifinali | Semifinali | Finale | Finale     |
| Atleta            | Evento    | Tempo    | Classifica | Tempo            | Classifica       | Tempo      | Classifica | Tempo  | Classifica |
| ----------------- | --------- | -------- | ---------- | ---------------- | ---------------- | ---------- | ---------- | ------ | ---------- |
| Ekaterina Shubina | K-1 500 m | 1'58"37  | Q          | 1'54"63          | eliminata        |            |            |        |            |
| Nilufar Zokirova  | K-1 200 m | 49"98    | Q          | 48"48            | eliminata        |            |            |        |            |

## Canottaggio

### Maschile
| Atleta                                 | Evento      | Batterie | Batterie   | Ripescaggi | Ripescaggi | Quarti di finale | Quarti di finale | Semifinali | Semifinali | Finale  | Finale     |
| Atleta                                 | Evento      | Tempo    | Classifica | Tempo      | Classifica | Tempo            | Classifica       | Tempo      | Classifica | Tempo   | Classifica |
| -------------------------------------- | ----------- | -------- | ---------- | ---------- | ---------- | ---------------- | ---------------- | ---------- | ---------- | ------- | ---------- |
| Shakhzod Nurmatov Sobirjon Safaroliyev | 2 di coppia | 6'56"57  | 2° R       | 6'50"61    | 4° FC      |                  |                  |            |            | 6'31"33 | 15°        |

### Femminile
| Atleta          | Evento  | Batterie | Batterie   | Ripescaggi | Ripescaggi | Quarti di finale | Quarti di finale | Semifinali | Semifinali | Finale  | Finale     |
| Atleta          | Evento  | Tempo    | Classifica | Tempo      | Classifica | Tempo            | Classifica       | Tempo      | Classifica | Tempo   | Classifica |
| --------------- | ------- | -------- | ---------- | ---------- | ---------- | ---------------- | ---------------- | ---------- | ---------- | ------- | ---------- |
| Hanna Prakatsen | Singolo | 7'37"80  | 2° Q       |            |            | 7'35"91          | 2° Q             | 7'29"28    | 4° FB      | 7'33"57 | 11°        |

## Ciclismo

### Maschile
| Atleta          | Evento                  | Tempo    | Classifica |
| --------------- | ----------------------- | -------- | ---------- |
| Nikita Tsvetkov | Corsa in linea maschile | ritirato | ritirato   |

### Femminile
| Atleta             | Evento                   | Tempo      | Classifica |
| ------------------ | ------------------------ | ---------- | ---------- |
| Yanina Kuskova     | Corsa in linea femminile | 4h 07' 16" | 51°        |
| Ol'ga Zabelinskaja | Corsa in linea femminile | 4h 10' 47" | 70°        |
| Ol'ga Zabelinskaja | Cronometro femminile     | 43'53"51   | 23°        |

## Ginnastica

### Ginnastica artistica

#### Maschile
| Atleta                | Evento                | Attrezzo  | Attrezzo     | Attrezzo | Attrezzo | Attrezzo  | Attrezzo | Qualificazioni | Qualificazioni | Finale          | Finale          |
| Atleta                | Evento                | Volteggio | Corpo libero | Cavallo  | Anelli   | Parallele | Sbarra   | Totale         | Classifica     | Totale          | Classifica      |
| --------------------- | --------------------- | --------- | ------------ | -------- | -------- | --------- | -------- | -------------- | -------------- | --------------- | --------------- |
| Rasuljon Abdurakhimov | Parallele simmetriche | —         | —            | —        | —        | 14.466    | —        | 14.466         | 22°            | non qualificato | non qualificato |
| Abdulla Azimov        | Concorso individuale  | 13.866    | 12.966       | 14.4     | 12.166   | 13.766    | 12.8     | 79.498         | 28°            | non qualificato | non qualificato |
| Khabibullo Ergashev   | Concorso individuale  | 12.9      | 13.1         | 13.833   | 12.466   | 13.733    | 12.466   | 78.497         | 41°            | non qualificato | non qualificato |

### Ginnastica ritmica

#### Femminile
| Atleta            | Evento               | Qualificazioni | Qualificazioni | Qualificazioni | Qualificazioni | Qualificazioni | Qualificazioni | Finale          | Finale          |
| Atleta            | Evento               | Cerchio        | Palla          | Clavette       | Nastro         | Totale         | Classifica     | Totale          | Classifica      |
| ----------------- | -------------------- | -------------- | -------------- | -------------- | -------------- | -------------- | -------------- | --------------- | --------------- |
| Takhmina Ikromova | Concorso individuale | 31.700         | 32.350         | 30.350         | 32.000         | 126.400        | 14°            | non qualificata | non qualificata |

| Atleta                                                                                            | Evento             | Qualificazione | Qualificazione    | Qualificazione | Qualificazione | Finale   | Finale            | Finale | Finale     |
| Atleta                                                                                            | Evento             | 5 nastro       | 3 cerchi& 2 palle | Totale         | Classifica     | 5 nastro | 3 cerchi& 2 palle | Totale | Classifica |
| ------------------------------------------------------------------------------------------------- | ------------------ | -------------- | ----------------- | -------------- | -------------- | -------- | ----------------- | ------ | ---------- |
| Evelina Atalyants Shakhzoda Ibragimova Mumtozabonu Iskhokzoda Amaliya Mamedova Irodakhon Sadikova | Concorso a squadre | 33.550         | 30.450            | 64.000         | 7° Q           | 34.050   | 30.450            | 64.500 | 8°         |

## Judo

### Maschile
| Atleta                | Evento  | Preliminari          | 16-esimi             | Ottavi               | Quarti di finale     | Semifinali           | Ripescaggi             | Finale                    |
| Atleta                | Evento  | Avversario Risultato | Avversario Risultato | Avversario Risultato | Avversario Risultato | Avversario Risultato | Avversario Risultato   | Avversario Risultato      |
| --------------------- | ------- | -------------------- | -------------------- | -------------------- | -------------------- | -------------------- | ---------------------- | ------------------------- |
| Dilshodbek Baratov    | −60 kg  |                      | Khalmatov P (00-01)  | Non qualificato      | Non qualificato      | Non qualificato      | Non qualificato        | Non qualificato           |
| Sardor Nurillaev      | −66 kg  | Lima P (00-01)       | Non qualificato      | Non qualificato      | Non qualificato      | Non qualificato      | Non qualificato        | Non qualificato           |
| Murodjon Yuldoshev    | −73 kg  | Shamsayev V (10-00)  | Osmanov P (00-10)    | Non qualificato      | Non qualificato      | Non qualificato      | Non qualificato        | Non qualificato           |
| Sharofiddin Boltaboev | −81 kg  |                      | Sehen V (sq)         | Djalo V (10-00)      | Lee Joon P (00-10)   | Non qualificato      | Makhmadbekov P (00-10) | Non qualificato           |
| Davlat Bobonov        | −90 kg  |                      | Grigorian P (00-10)  | Non qualificato      | Non qualificato      | Non qualificato      | Non qualificato        | Non qualificato           |
| Muzaffarbek Turoboyev | −100 kg |                      |                      | Sharkhan V (11-01)   | Korrel V (11-00)     | Kotsoiev P (00-01)   | Non qualificato        | Sherazadishvili V (10-00) |
| Alisher Yusupov       | +100 kg |                      |                      | Fizel V (10-00)      | Rakhimov P (01-11)   | Non qualificato      | Tushishvili V (sq)     | Saito V (11-00)           |

### Femminile
| Atleta               | Evento  | Preliminari          | 16-esimi               | Ottavi               | Quarti di finale     | Semifinali           | Ripescaggi           | Finale               |
| Atleta               | Evento  | Avversario Risultato | Avversario Risultato   | Avversario Risultato | Avversario Risultato | Avversario Risultato | Avversario Risultato | Avversario Risultato |
| -------------------- | ------- | -------------------- | ---------------------- | -------------------- | -------------------- | -------------------- | -------------------- | -------------------- |
| Khalimajon Kurbonova | −48 kg  | Aliyeva V (01-00)    | Babulfat P (00-10)     | Non qualificata      | Non qualificata      | Non qualificata      | Non qualificata      | Non qualificata      |
| Diyora Keldiyorova   | −52 kg  |                      |                        | Abe V (10-01)        | Ballhaus V (10-00)   | Buchard V (10-00)    | Non qualificata      | Krasniqi V (10-00)   |
| Shukurjon Aminova    | −57 kg  | Dabonne V (10-00)    | Liparteliani P (00-01) | Non qualificata      | Non qualificata      | Non qualificata      | Non qualificata      | Non qualificata      |
| Gulnoza Matniyazova  | −70 kg  |                      | Mun V (10-00)          | Niizoe P (00-10)     | Non qualificata      | Non qualificata      | Non qualificata      | Non qualificata      |
| Alisher Yusupov      | +100 kg |                      |                        | Takayama P (00-10)   | Non qualificata      | Non qualificata      | Non qualificata      | Non qualificata      |

### Misto
| Atleta | Evento        | 16-esimi             | Ottavi               | Quarti di finale     | Semifinali           | Ripescaggi            | Finale               |
| Atleta | Evento        | Avversario Risultato | Avversario Risultato | Avversario Risultato | Avversario Risultato | Avversario Risultato  | Avversario Risultato |
| --- | ------------- | -------------------- | -------------------- | -------------------- | -------------------- | --------------------- | -------------------- |
| Shukurjon Aminova Murodjon Yuldoshev Gulnoza Matniyazova Davlat Bobonov Iriskhon Kurbanbaeva Alisher Yusupov | Squadre miste |                      | Canada V (4-0)       | Italia P (2-4)       | Non qualificato      | Corea del Sud P (2-4) | Non qualificato      |

## Lotta

### Maschile

#### Lotta libera
| Atleta             | Evento | Preliminari            | Ottavi               | Quarti di finale     | Semifinali           | Ripescaggi           | Finale               |
| Atleta             | Evento | Avversario Risultato   | Avversario Risultato | Avversario Risultato | Avversario Risultato | Avversario Risultato | Avversario Risultato |
| ------------------ | ------ | ---------------------- | -------------------- | -------------------- | -------------------- | -------------------- | -------------------- |
| Gulomjon Abdullaev | −57 kg |                        | Rzazadə V (11-4)     | Harutyunyan V (12-5) | Lee P (4-14)         | Non qualificato      | Almaz Ulul V (5-1)   |
| Razambek Zhamalov  | −74 kg | Kadzimahamedaŭ V (8-0) | Salkazanov V (11-3)  | Valiev V (6-5)       | Rassadin V (8-2)     | Non qualificato      | Takatani V (4-0)     |
| Javrail Shapiev    | −86 kg |                        | Gamq'relidze V (5-1) | Ramazanov P (1-4)    | Non qualificato      | Moore V (6-1)        | Brooks P (0-5)       |

#### Lotta greco-romana
| Atleta             | Evento | Ottavi               | Quarti di finale     | Semifinali           | Ripescaggi           | Finale               |
| Atleta             | Evento | Avversario Risultato | Avversario Risultato | Avversario Risultato | Avversario Risultato | Avversario Risultato |
| ------------------ | ------ | -------------------- | -------------------- | -------------------- | -------------------- | -------------------- |
| Islomjon Bakhromov | −60 kg | Valizadeh V (9-0)    | Se-ung P (0-9)       | Non qualificato      | Non qualificato      | Non qualificato      |
| Aram Vardanyan     | −77 kg | Abdelrahman V (8-0)  | Kusaka P (2-12)      | Non qualificato      | Ouakali V (11-0)     | Amoyan P (5-6)       |
| Rustam Assakalov   | −97 kg | Mejía V (5-3)        | Aleksanyan P (5-9)   | Non qualificato      | Seung-jun V (8-2)    | Rosillo P (0-2)      |

### Femminile

#### Lotta libera
| Atleta              | Evento | Preliminari          | Ottavi               | Quarti di finale     | Semifinali           | Ripescaggi           | Finale               |
| Atleta              | Evento | Avversario Risultato | Avversario Risultato | Avversario Risultato | Avversario Risultato | Avversario Risultato | Avversario Risultato |
| ------------------- | ------ | -------------------- | -------------------- | -------------------- | -------------------- | -------------------- | -------------------- |
| Aktenge Keunimjaeva | −50 kg | Livač P (0-10)       | Non qualificata      | Non qualificata      | Non qualificata      | Non qualificata      | Non qualificata      |

## Pentathlon moderno

### Femminile
| Atleta              | Combinata | Scherma | Nuoto | Equitazione | Totale Punti | Classifica |
| ------------------- | --------- | ------- | ----- | ----------- | ------------ | ---------- |
| Alise Fakhrutdinova | 522       | 222     | 268   | 283         | 1305         | 15°        |

## Pugilato

### Maschile
| Atleta                  | Evento                     | 16-esimi             | Ottavi               | Quarti               | Semifinali           | Finale               |
| Atleta                  | Evento                     | Avversario Risultato | Avversario Risultato | Avversario Risultato | Avversario Risultato | Avversario Risultato |
| ----------------------- | -------------------------- | -------------------- | -------------------- | -------------------- | -------------------- | -------------------- |
| Hasanboy Dusmatov       | Pesi mosca (-51 kg)        |                      | López Jr. V 5-0      | Bibossinov V 3-2     | de Pina V 5-0        | Bennama V 5-0        |
| Abdumalik Khalokov      | Pesi piuma (-54 kg)        |                      | Ibrahim V 5-0        | Quiles V 5-0         | Senior V 5-0         | Uulu V 5-0           |
| Ruslan Abdullaev        | Pesi leggerli (-60 kg)     |                      | Ramírez V 5-0        | Sanford P 1-4        | Non qualificato      | Non qualificato      |
| Asadkhuja Muydinkhujaev | Pesi welter (-71 kg)       |                      | Elawady V 5-0        | Terteryan V 5-0      | Jones V 3-2          | Verde V 5-0          |
| Turabek Khabibullaev    | Pesi medi (-80 kg)         |                      | Marcial V 5-0        | López V 2-3          | Non qualificato      | Non qualificato      |
| Lazizbek Mullojonov     | Pesi massimi (-92 kg)      |                      | Brown V 4-1          | Machado V 5-0        | Boltaev V (4-1)      | Alfonso V (5-0)      |
| Bahodir Jalolov         | Pesi supermassimi (+92 kg) |                      | Shiha V 5-0          | Junior V 5-0         | Tiafack V 5-0        | Ghadfa V (5-0)       |

### Femminile
| Atleta              | Evento               | 16-esimi             | Ottavi               | Quarti               | Semifinali           | Finale               |
| Atleta              | Evento               | Avversario Risultato | Avversario Risultato | Avversario Risultato | Avversario Risultato | Avversario Risultato |
| ------------------- | -------------------- | -------------------- | -------------------- | -------------------- | -------------------- | -------------------- |
| Sabina Bobokulova   | Pesi mosca (-5 kg)   |                      | Raksat P 0-5         | Non qualificata      | Non qualificata      | Non qualificata      |
| Nigina Uktamova     | Pesi gallo (-54 kg)  | Ayyad V KO           | Chol-mi P 0-5        | Non qualificata      | Non qualificata      | Non qualificata      |
| Sitora Turdibekova  | Pesi piuma (-57 kg)  | Matshu V 3-2         | Yu-ting P 0-5        | Non qualificata      | Non qualificata      | Non qualificata      |
| Navbakhor Khamidova | Pesi welter (-66 kg) |                      | McCane V 3-2         | Nien-chin P 0-5      | Non qualificata      | Non qualificata      |

## Scherma

### Femminile
| Atleta            | Evento            | Preliminari          | 16-esimi             | Ottavi               | Quarti di finale     | Semifinale           | Finale               |
| Atleta            | Evento            | Avversario Punteggio | Avversario Punteggio | Avversario Punteggio | Avversario Punteggio | Avversario Punteggio | Avversario Punteggio |
| ----------------- | ----------------- | -------------------- | -------------------- | -------------------- | -------------------- | -------------------- | -------------------- |
| Zaynab Dayibekova | Spada Individuale |                      | Ji-su P (11-15)      |                      |                      |                      |                      |

## Sollevamento pesi

### Maschile
| Atleta        | Evento  | Strappo   | Strappo    | Slancio   | Slancio    | Totale | Classifica |
| Atleta        | Evento  | Risultato | Classifica | Risultato | Classifica | Totale | Classifica |
| ------------- | ------- | --------- | ---------- | --------- | ---------- | ------ | ---------- |
| Akbar Djuraev | -102 kg | 189       | 2          | 219       | 2          | 404    |            |

### Femminile
| Atleta             | Evento | Strappo   | Strappo    | Slancio   | Slancio    | Totale | Classifica |
| Atleta             | Evento | Risultato | Classifica | Risultato | Classifica | Totale | Classifica |
| ------------------ | ------ | --------- | ---------- | --------- | ---------- | ------ | ---------- |
| Rigina Adashbaeva  | -81 kg | 105       | 8          | 131       | 8          | 236    | 8          |
| Tursunoy Jabborova | +81 kg | 118       | 8          | 133       | 12         | 251    | 10         |

## Taekwondo

### Maschile
| Atleta            | Evento  | Ottavi               | Quarti               | Semifinale           | Ripescaggio Turno 1  | Finale               | Classifica      |
| Atleta            | Evento  | Avversario Risultato | Avversario Risultato | Avversario Risultato | Avversario Risultato | Avversario Risultato | Classifica      |
| ----------------- | ------- | -------------------- | -------------------- | -------------------- | -------------------- | -------------------- | --------------- |
| Ulugbek Rashitov  | − 68 kg | Wai Fung V (2-0)     | Yushuai V (2-0)      | Pérez V (3-1)        | non qualificato      | Kareem V (3-1)       |                 |
| Jasurbek Jaysunov | − 80 kg | Barkhordari P (2-3)  | non qualificato      | non qualificato      | Alessio P (0-2)      | non qualificato      | 5°              |
| Nikita Rafalovich | + 80 kg | Salimi P (0-2)       | non qualificato      | non qualificato      | non qualificato      | non qualificato      | non qualificato |

### Femminile
| Atleta            | Evento  | Ottavi               | Quarti               | Semifinale           | Ripescaggio Turno 1  | Finale               | Classifica |
| Atleta            | Evento  | Avversario Risultato | Avversario Risultato | Avversario Risultato | Avversario Risultato | Avversario Risultato | Classifica |
| ----------------- | ------- | -------------------- | -------------------- | -------------------- | -------------------- | -------------------- | ---------- |
| Ozoda Sobirjonova | − 67 kg | Perisic P (1-2)      | non qualificato      | non qualificato      | Tongchan V (2-1)     | Chaâri P (1-2)       | 5°         |
| Svetlana Osipova  | + 67 kg | Bathily V (2-1)      | McGowan V (2-0)      | Da-bin V (2-1)       | non qualificato      | Laurin P (1-2)       |            |

## Tiro con l'arco

### Maschile
| Atleta           | Evento      | Round di qualificazione | Round di qualificazione | 32-esimi                  | 16-esimi                  | Ottavi                    | Quarti                    | Semifinali                | Finale/ Finale per il bronzo | Pos.            |
| Atleta           | Evento      | Punteggio               | Seed                    | Avversario Seed Punteggio | Avversario Seed Punteggio | Avversario Seed Punteggio | Avversario Seed Punteggio | Avversario Seed Punteggio | Avversario Seed Punteggio    | Pos.            |
| ---------------- | ----------- | ----------------------- | ----------------------- | ------------------------- | ------------------------- | ------------------------- | ------------------------- | ------------------------- | ---------------------------- | --------------- |
| Amirkhon Sadikov | Individuale | 674                     | 13º                     | Jajarabilla (ARG) V (6-2) | Nespoli (ITA) P (4-6)     | non qualificato           | non qualificato           | non qualificato           | non qualificato              | non qualificato |

### Femminile
| Atleta                   | Evento      | Round di qualificazione | Round di qualificazione | 32-esimi                  | 16-esimi                  | Ottavi                    | Quarti                    | Semifinali                | Finale/ Finale per il bronzo | Pos.            |
| Atleta                   | Evento      | Punteggio               | Seed                    | Avversario Seed Punteggio | Avversario Seed Punteggio | Avversario Seed Punteggio | Avversario Seed Punteggio | Avversario Seed Punteggio | Avversario Seed Punteggio    | Pos.            |
| ------------------------ | ----------- | ----------------------- | ----------------------- | ------------------------- | ------------------------- | ------------------------- | ------------------------- | ------------------------- | ---------------------------- | --------------- |
| Ziyodakhon Abdusattorova | Individuale | 649                     | 34º                     | Horáčková (CZE) P (2-6)   | non qualificata           | non qualificata           | non qualificata           | non qualificata           | non qualificata              | non qualificata |

### Misto
| Atleta                                    | Evento        | Round di qualificazione | Round di qualificazione | 32-esimi                  | 16-esimi                  | Ottavi                    | Quarti                    | Semifinali                | Finale/ Finale per il bronzo | Pos.            |
| Atleta                                    | Evento        | Punteggio               | Seed                    | Avversario Seed Punteggio | Avversario Seed Punteggio | Avversario Seed Punteggio | Avversario Seed Punteggio | Avversario Seed Punteggio | Avversario Seed Punteggio    | Pos.            |
| ----------------------------------------- | ------------- | ----------------------- | ----------------------- | ------------------------- | ------------------------- | ------------------------- | ------------------------- | ------------------------- | ---------------------------- | --------------- |
| Amirkhon Sadikov Ziyodakhon Abdusattorova | Squadre miste | 1323                    | 14º                     | Horáčková (CZE) P (2-6)   |                           | Stati Uniti P (0-6)       | non qualificata           | non qualificata           | non qualificata              | non qualificata |

## Tuffi

### Maschile
| Atleta      | Evento           | Preliminari | Preliminari | Semifinale      | Semifinale      | Finale          | Finale          |
| Atleta      | Evento           | Punti       | Classifica  | Punti           | Classifica      | Punti           | Classifica      |
| ----------- | ---------------- | ----------- | ----------- | --------------- | --------------- | --------------- | --------------- |
| Igor Myalin | Piattaforma 10 m | 357.10      | 21º         | non qualificato | non qualificato | non qualificato | non qualificato |